# Remi Le Paige
Remy Jean-Baptiste Marie Le Paige of Lepaige (Herentals, 1 oktober 1844 - aldaar, 19 juni 1932) was een Belgisch politicus voor de Katholieke Partij.

## Levensloop
Le Paige was een zoon van notaris en burgemeester Henri Le Paige (overleden in 1848) en Maria Proost (overleden in 1850). Hij trouwde in 1872 met de Antwerpse Augusta Kramp. Zijn voorouders waren sinds 1726 in Herentals gevestigd en behoorden er tot de vooraanstaande families. Sommigen onder hen waren schepen, burgemeester of rentmeester. Remy studeerde rechten aan de Katholieke Universiteit Leuven. Hij slaagde waarschijnlijk niet in het kandidaatsexamen en keerde in 1867 naar Herentals terug.
In volle schoolstrijd (1879-1884) stapte Le Paige in de politiek. Hij schonk de grond en verleende de nodige financiële steun voor de bouw van een katholieke school in Herentals. In 1879 werd hij gemeenteraadslid, tot in 1892, en in 1884 provincieraadslid. In 1892 werd hij bestendig afgevaardigde en bleef dit tot hij in 1900 verkozen werd tot katholiek volksvertegenwoordiger voor het arrondissement Turnhout. Dit mandaat vervulde hij tot in 1919. Hij werd na de Eerste Wereldoorlog binnen de katholieke partij, vooral onder de invloed van de democratisering, opzij geschoven en niet meer in aanmerking genomen bij de lijstsamenstelling voor de verkiezingen van november 1919.
Hij was lid van het inspectie- en toezichtscomité van de Rijksweldadigheidsschool in Mol, sedert de stichting. Verder was hij voorzitter van de 'Katholieke Schoolpenning' in Herentals (1879-1884) en van de Gezondheidscommissie Herentals. Tevens was hij bestuurslid van de 'Katholieke Kiesvereniging van het arrondissement Turnhout' en erevoorzitter van de 'Koninklijke Katholieke Harmonie Sint-Cecilia Herentals', de 'Vereniging Sint Waltrudis Herentals', het 'Genootschap Sint-Franciscus Xaverius Herentals' en de 'Katholieke Kring Herentals'.
In 1892 liet Remi Le Paige het Kasteel Le Paige bouwen te Herentals. Hij gebruikte het als buitenverblijf.